# François Sulpice Beudant
François Sulpice Beudant, född 5 september 1787 i Paris i Frankrike, död 10 december 1850 i Paris i Frankrike, var en fransk mineralog och geolog.
Beudant blev 1815 underdirektör vid kung Ludvig XIII:s mineralsamling i Paris, kort därefter professor i mineralogi vid universitetet i samma stad, för vilket han 1840 blev generalinspektör. Han blev berömd för sina specialundersökningar om förhållandet mellan kemisk sammansättning och kristallisation, om möjligheten för havsmollusker att leva i sötvatten samt om mineralens specifika vikt och kemiska analys.